# Tineovertex
Tineovertex is een geslacht van vlinders van de familie echte motten (Tineidae).

## Soorten
- T. antidroma (Meyrick, 1931)
- T. melanochrysa (Meyrick, 1911)
- T. melliflua (Meyrick, 1911)
- T. sartoria (Meyrick, 1911)